# 山鹿灯籠まつり
山鹿灯籠まつり（やまがとうろうまつり）は、熊本県山鹿市、山鹿温泉にある大宮神社の祭りであり、その諸行事は毎年8月15日から17日にかけて行われている。民謡「よへほ節」のメロディーにのって、浴衣姿の女性が、金・銀の和紙作られた金灯籠（かなとうろう）を頭にのせ、市内を踊り歩く。熊本市の藤崎八旛宮の秋季例大祭、八代市の八代神社の妙見祭とならび、熊本県を代表する年中行事のひとつとして数えられている。

## 祭りの由来

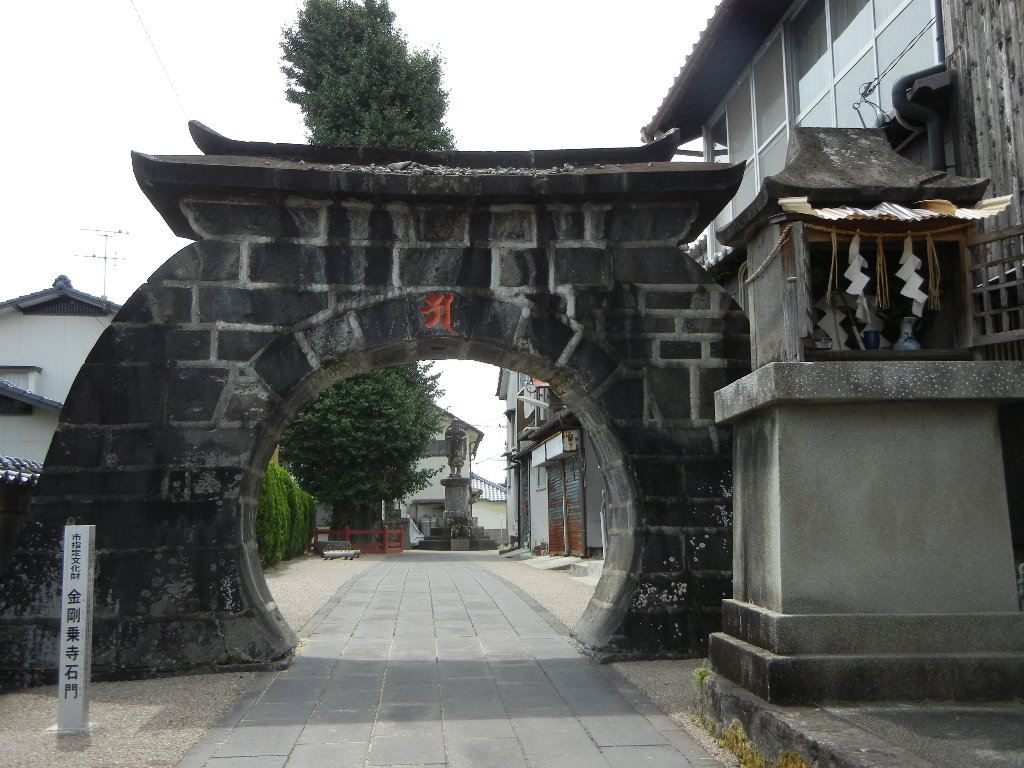
山鹿市の金剛乗寺

灯籠まつりは景行天皇伝説に起源があるとも室町時代に始まった行事ともいわれている。
- 景行天皇伝説とは、景行天皇が九州を巡幸し菊池川を遡って上陸しようとしたところ（現山鹿大橋付近）、濃霧が立ちこめ一行は進路を見失ってしまっていたため、山鹿の里人が松明を灯して一行を導いた[1]。以後、住民は行在所跡（後に大宮神社が建てられた地）に景行天皇を祀って毎年松明を奉納したという伝説である[1]。
- 室町時代に始まった行事ともいわれている[1]。室町中期、山鹿の温泉が枯れてしまったとき、宥明法印（山鹿金剛乗寺）が祈祷によってふたたび温泉を湧き出させた。この宥明法印の没後、その追善のために灯籠が奉納された、とする説などがある。

戦国時代になり灯籠まつりは一度途絶えたが、文禄年間に再びまつりは復活したといわれている。文化・文政期には多くの住民が灯籠作りに携わり最盛期となったが、幕末には各地で戦乱が続き灯籠作りも衰退してしまった。
明治時代になると木村仙太郎らの優れた灯籠師が現れて、灯籠まつりも復活し大宮神社に多くの灯籠が奉納された。
灯籠踊りは昭和30年ごろに藤間流の藤間勘太女がお座敷用の踊りとして考案した振り付けを屋外用に改変したものである。

## スケジュール

### 奉納灯籠
- 大宮神社に奉納される灯籠（奉納灯籠）は、各町ごとに灯籠師（とうろうし）に製作を依頼する。完成した奉納灯籠は、8月15日、それぞれ街角に展示し、地元の人々や観客に披露される。
- そして各町での展示を終えた奉納灯籠は、8月17日の午前0時、各町から大宮神社まで、「ハーイ、トウロウ、ハーイ、トウロウ」のかけ声にのせて運ばれていく。これを「上がり灯籠」という。大宮神社に奉納された灯籠は、神前でお祓いをうけて献灯されてから、大宮公園にならべて展示される。
- かつては、明け方ちかくの午前4時、神社での展示を終えた灯籠を各町に持ち帰る「下がり灯籠」が行われていたが、現在は大宮公園での展示終了後、神社の灯籠殿に収蔵され、翌年の祭りまで引き続き展示されるようになっている（その後、一部の灯籠は山鹿灯籠民芸館などで展示される）。

### 灯籠踊り

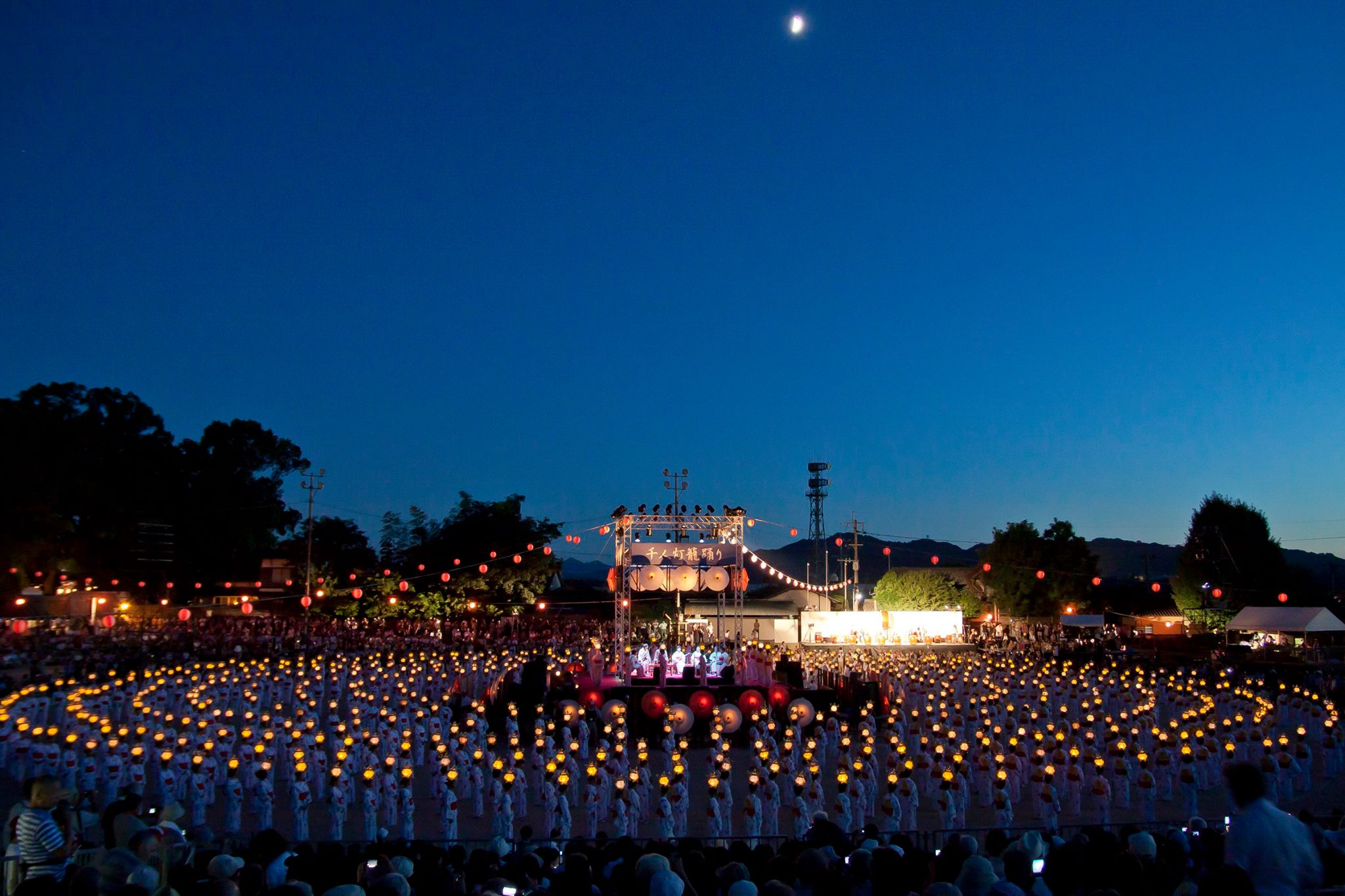
千人灯籠踊り

- 灯籠踊りは、大宮神社および参道、おまつり広場、山鹿小学校グラウンドで見学することができる。
- 祭り初日の8月15日、午後6時30分から大宮神社境内で、山鹿灯籠踊り保存会による「奉納灯籠踊り」が奉納される。その後、参道やおまつり広場で、各種団体によって灯籠踊りが披露される。おまつり広場での踊りは夜遅く午後11時過ぎまでつづく。
- なお、8月15日には午後8時から菊池川河川敷で花火大会が催されている。
- 8月16日、午前10時から大宮神社で例祭献幣式が行われる。この日の灯籠踊りも夕方からおまつり広場などで披露されるが、午後6時45分からと9時30分からの二回、山鹿小学校グラウンドで行われる「千人灯籠踊り」がこの祭りの最大のクライマックスである。頭上に金灯籠（かなとうろう）をのせた浴衣姿の女性、千人による優雅な踊りは圧巻であり、ゆったりした「よへほ節」が会場に流れるなか、薄暗闇に千の灯が浮かび、櫓を中心にして渦のように流れ、揺らめく。（途切れないカメラのフラッシュを除けば）とても幻想的な光景である。
- なお、8月16日の午後8時30分から、菊池川河川敷で、景行天皇奉迎儀式と、それに続き松明行列が行われる。「祭りの由来」を参照。